# Kościół św. Stanisława Biskupa i Męczennika w Koninie
Kościół św. Stanisława Biskupa i Męczennika w Koninie - murowana świątynia rzymskokatolicka we wsi Konina w powiecie limanowskim, pełniąca od 2006 roku funkcję kościoła parafialnego miejscowej parafii.

## Historia
Początkowo w 1988 planowano wybudować w Koninie salkę katechetyczną, w której można by uczyć miejscowe dzieci religii. Budowa ruszyła w 1990 roku. Kiedy jednak w 1992 spłonął zabytkowy kościół w Niedźwiedziu, zdecydowano o powstaniu w Koninie kaplicy dojazdowej, która miała być obsługiwana przez duszpasterzy z parafii w Niedźwiedziu. Kaplicę, wzniesioną według planu Elżbiety Kralczyńskiej, poświęcił 29 września 1992 biskup Kazimierz Nycz.
Od 2006, kiedy erygowano we wsi samodzielną parafię, kaplica pełni funkcję kościoła parafialnego.

## Opis

### Kościół i otoczenie
Kościół w Koninie to niewielka świątynia w stylu nowoczesnym, nakryta przez strome dachy siodłowe, z wysoką wieżą z sygnaturką, górującą od frontu. Po lewej stronie znajduje się wejście, a po prawej stoi figura patrona parafii - św. Stanisława, wykonana przez Zdzisława Kobielniaka. Na placu kościelnym stoi skromna drewniana kapliczka, w której umieszczono figurkę Matki Bożej Królowej Pokoju, przywiezioną z pielgrzymki do Medjugorie w 1999.

### Wnętrze
Wnętrze świątyni jest nowoczesne a równocześnie proste i skromne.
W ołtarzu głównym znajduje się obraz patrona kościoła św. Stanisława, wykonany przez Stanisława Ciężadlika. Pod nim umieszczono pozłacane tabernakulum, dzieło Wojciecha Gąsienicy Makowskiego. Po lewej stronie wisi obraz Matki Bożej Nieustającej Pomocy.
W prezbterium umieszczono drewnianą chrzcielnicę. Większość pozostałych elementów wyposażenia kościoła, w tym stacje Drogi Krzyżowej i figury Najświętszego Serca Jezusowego i Serca Matki Bożej, wykonał Zdzisław Kobielniak.